# Brouwerij Boon
Brouwerij Boon is een Belgische lambiekbrouwerij in het Vlaams-Brabantse dorp Lembeek, deelgemeente van de stad Halle.

## Geschiedenis
In 1680 begon Jean-Baptiste Claes met een jeneverstokerij in Lembeek. Lembeek was tijdens het ancien régime een vrijstad, waar de gebruikelijke regels van de accijnzen niet golden. De zaken floreerden en Claes begon ook bier te brouwen in het gehucht Hondzocht. Na de Franse Revolutie was het brouwen en jenever stoken minder voordelig geworden: de familie Claes verhuurde de brouwerij in Hondzocht in 1809 aan Jean-Baptiste Paul. Diens zoon Louis Paul kocht de gebouwen in 1860 en herdoopte het geheel tot Brasserie Saint-Roch. Hij brouwde er lambiek en experimenteerde er met geuze. De brouwerij kwam in 1898 in handen van de familie Troch, die verder investeerde en een stoommachine installeerde. Tijdens de Eerste Wereldoorlog werden de koperen brouwketels in beslag genomen. Na de oorlog werd de productie weer opgestart, maar Brouwerij Troch ging ten onder aan de crisis. In 1927 volgde het faillissement. 
De brouwerij werd opgekocht door de familie De Vits. René De Vits stopte met brouwen en werd geuzesteker. Het wort werd voortaan bij andere bedrijven gekocht en onderging hier een spontane gisting, rijping in vaten en versnijding tot geuze. In het bedrijf werd gedurende tientallen jaren nauwelijks geïnvesteerd. Op het laatst was er nog slechts een productie van 150 hectoliter per jaar. Uiteindelijk verkocht René De Vits de voormalige brouwerij in 1978 aan Frank Boon.

## Frank Boon
Frank Boon begon in 1975 op 22-jarige leeftijd bescheiden als geuzesteker en bierhandelaar in Halle. Na de aankoop van de oude brouwerij De Vits vestigde hij zich op Hondzocht te Lembeek. In de jaren 80 kocht Boon een failliete metaalfabriek in Lembeek, en vormde deze om tot brouwerij: het eerste brouwsel werd er geproduceerd in het najaar van 1990. Tegelijk had Boon een akkoord gesloten met Brouwerij Palm, die een aandeel van 50% kreeg en de distributie op zich nam. Op 1 januari 2016 is de samenwerking met Palm volledig stopgezet.
De verkoop nam toe en de productie steeg gestaag: 450 hl in 1990, 5.000 hl in 2000, 11.300 hl in 2009, 14.000 hl in 2011. Na zware investeringen werd in 2013 een vernieuwde brouwerij geopend, waarvan de productiecapaciteit 2,5 keer hoger is dan voorheen.
In 2012 stapte zoon Jos mee in het bedrijf en in 2017 ook zoon Karel. Zij namen alle activiteiten over van hun vader toen hij in 2019 op pensioen ging. Op zijn laatste werkdag maakte Frank nog allerlaatste partij Geuze die Apogee werd gedoopt.

## Bieren
Onderstaande bieren worden gebrouwen in deze brouwerij:
- Framboise Boon - 6%
- Kriek Boon - 4%
- Oude Geuze Boon - 7%
- Duivels Bier - 8%
- Faro Perte Totale - 5%
- Geuze Mariage Parfait - 8%
- Oude Geuze Boon Black Label - 6,4%
- Kriek Mariage Parfait - 8%
- Millesime
- Oude Kriek Boon - 7%
- Jack-Op (sinds 2010, 250 hl per jaar onder licentie van AB InBev)